# Andrew Pragnell
Andrew Pragnell (ur. 17 listopada 1977) – nowozelandzki judoka.
Uczestnik mistrzostw świata w 2005 i 2007. Startował w Pucharze Świata w latach: 2003, 2004 i 2010-2012. Trzykrotny medalista mistrzostw Wspólnoty Narodów. Zdobył pięć medali mistrzostw Oceanii w latach 2002 - 2014. Mistrz kraju w 2002, 2006, 2009 roku.